# Chiesa di San Leonardo (Magrè sulla Strada del Vino)
La chiesa di San Leonardo è una chiesa cattolica situata a Favogna di Sotto, frazione del comune di Magrè sulla Strada del Vino in provincia di Bolzano; ha dignità di chiesa parrocchiale e fa parte della diocesi di Bolzano-Bressanone. La chiesa, fondata probabilmente a inizio XIV secolo, conserva affreschi tre e quattrocenteschi.

## Storia

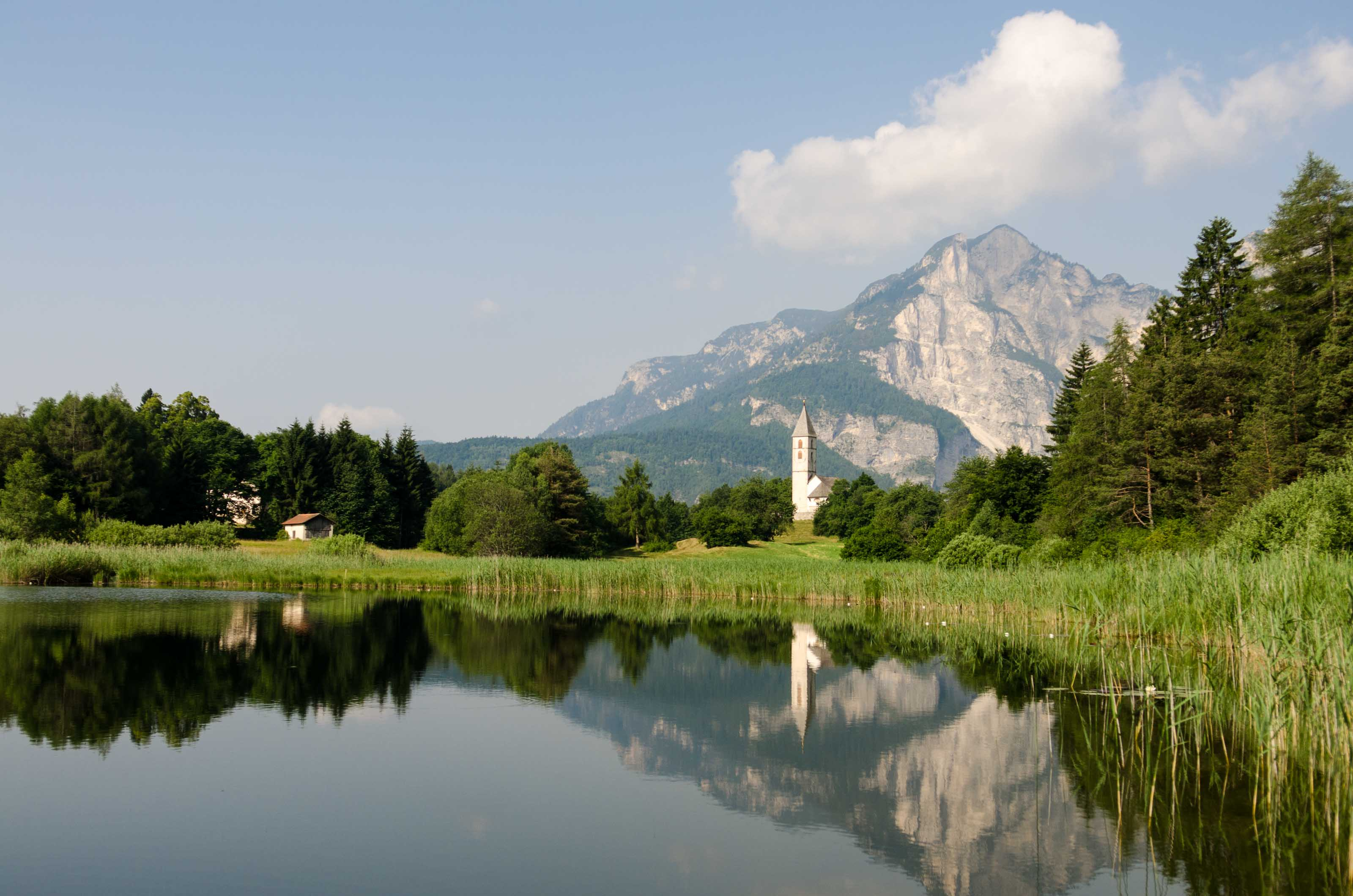
La chiesa con il lago di Favogna

La data di costruzione di questa chiesa è ignota, ma collocabile agli inizi del XIV secolo (o addirittura nel Duecento secondo altre fonti); la prima citazione documentale è nel testamento di Enrico V di Rottenburgo del 1337, e si trova forse un'altra citazione nel 1485, quando  Georg Lenguerrand, un pellegrino di ritorno dalla Terrasanta, si fermò a "San Leonardo" sulla via per Termeno. Nel XV secolo venne aggiunta la navata laterale, e nel Seicento venne rifatta la volta di quella principale; nel XIX secolo venne ampliata la sagrestia.
Soggetta inizialmente alla parrocchia di Santa Maria Assunta di Mezzocorona, venne elevata a curazia tra il 1423 e il 1444 (gli affreschi quattrocenteschi furono eseguiti probabilmente per quest'occasione), e nel 1964, per decreto del vescovo di Trento Alessandro Maria Gottardi, passò alla diocesi di Bolzano-Bressanone. Anticamente era associata a un ospizio, ma non è chiaro se si tratti dell'odierno albergo Zur Kirche che sorge nei pressi o meno.
La chiesa è circondata da una catena in ferro; secondo un'antica leggenda essa si allungherebbe di una maglia ogni sette anni e, quando sarà lunga abbastanza da fare il giro della chiesa tre volte, giungerà la fine del mondo.

## Descrizione

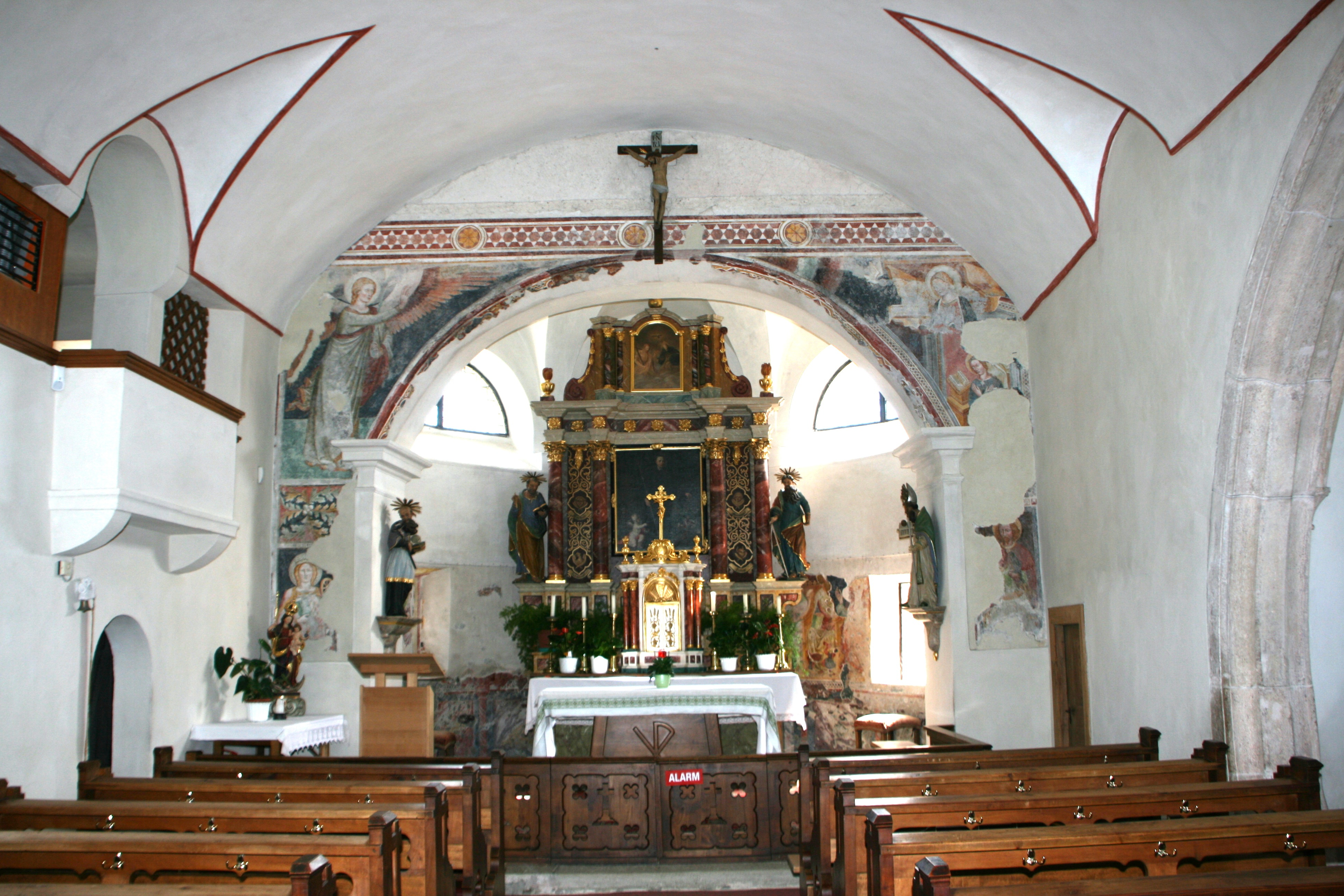
Navata principale

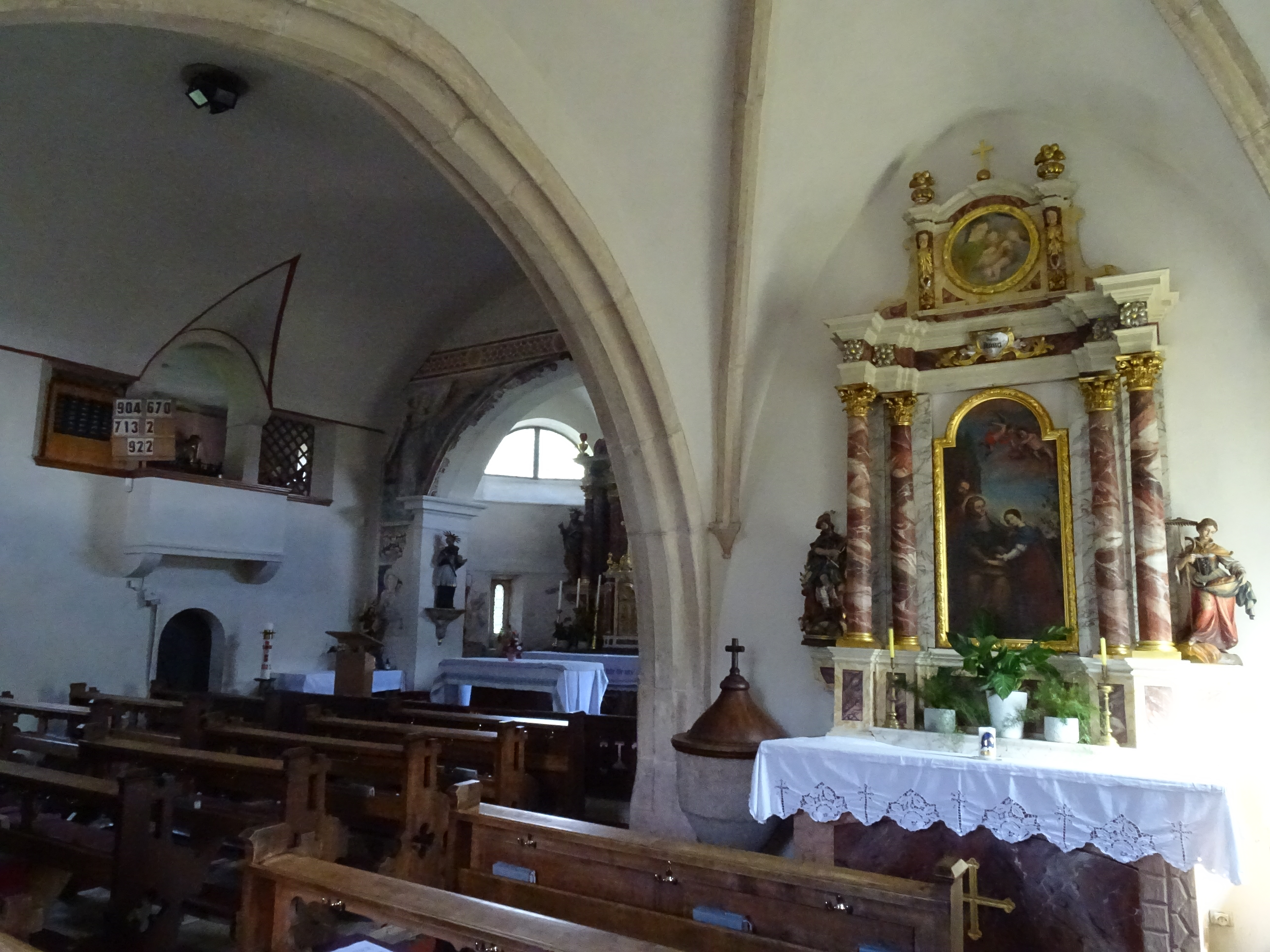
Altare della navata laterale

### Esterno
La chiesa si trova su una piccola altura, non distante dal lago di Favogna e circondata da un camposanto. Si presenta con facciata a capanna, con il portale principale e il sovrastante oculo che risultano decentrati per via della costruzione della navata laterale.
Appoggiato alla parete sud sorge il campanile, una torre a base quadrata con cuspide piramidale e cella campanaria aperta da due ordini di monofore a sesto acuto; sul suo lato meridionale sopravvivono pochissimi frammenti di un affresco di san Cristoforo. Vi sono sei campane: la più antica è del 1770 ed è ornata da rilievi sant'Anna con Maria e Gesù Bambino, san Gioacchino, sant'Antonio di Padova e la Sacra Famiglia, mentre le restanti sono del 1925.
Opposta al campanile si trova la sagrestia, un corpo a due piani ottocentesco che ingloba quella precedente (ora trasformata in vano scale e decorata all'interno di affreschi tardogotici raffiguranti angeli che reggono un sipario); il piano superiore si apre sulla navata a mo' di galleria.

### Interno

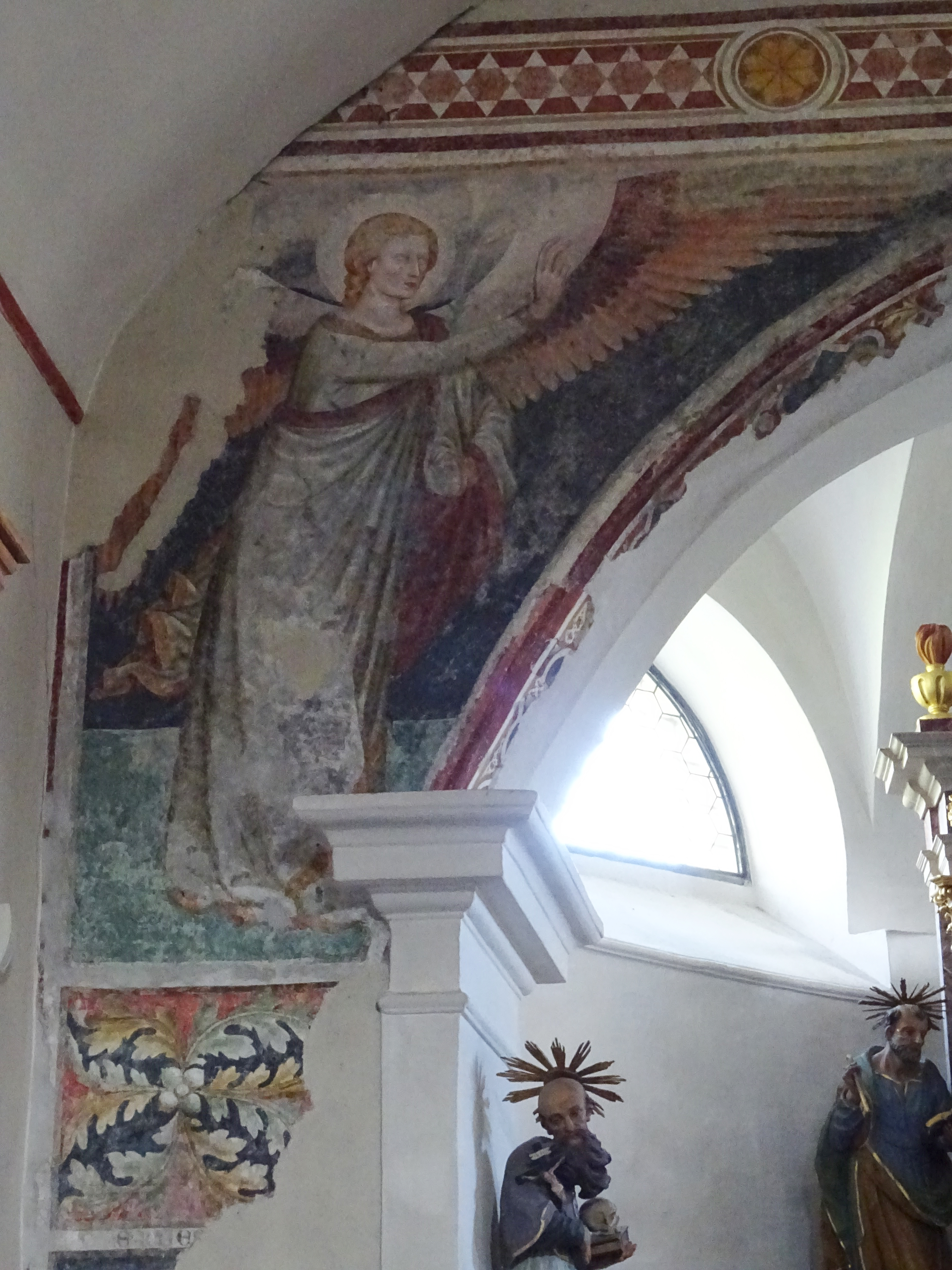
Dettaglio dell'angelo Gabriele sull'arco santo

L'interno è a due navate: la principale, con volta a botte, è conclusa dall'abside semicircolare. L'altare maggiore, realizzato nel 1460-70, è un polittico ligneo fiancheggiato da due statue dei santi Pietro e Paolo. La pala, attribuibile a Joseph Seeber, pittore locale di Caldaro, raffigura il santo titolare in abiti benedettini, con una torre e un putto che porge delle manette (richiamo al suo patronato sui prigionieri) e un pastore (richiamo al patronato sugli animali); dietro al dipinto si trova una nicchia in cui erano contenute tre statue quattrocentesce alte circa 85 cm, raffiguranti i santi Leonardo, Giorgio e Osvaldo, ora conservate altrove. La cimasa dell'altare ospita una seconda tela più piccola, raffigurante la Trinità, realizzata nel XX secolo dal pittore Dignös di Penone.
Un'ampia arcata a sesto acuto sulla parete destra introduce alla navata laterale, che dispone anche di un proprio portale d'ingresso a sud. È voltata a crociera, con costoloni poggianti su peducci, due dei quali sono a guisa di volto (uno maschile e l'altro femminile) e un terzo che rappresenta lo stemma della casata dei Thun, che aveva diritto di presentazione su Favogna. Sulla parete meridionale vi sono graffiti rossi che riportano vari anni dall'inizio del Cinquecento fino ai primi del Seicento. Anche qui si trova un altre, dedicato a sant'Anna: è barocco, ornato dalle statue dei santi Notburga e Uberto, opere gardenesi del 1997; ospita una pala dell'educazione di Maria (1630-1645) e, nella cimasa, una tela rotonda con una copia della Madonna della Seggiola di Raffaello, anche questa del Dignös.
Sull'arco santo vi sono affreschi databili circa al 1370: quello principale è l'Annunciazione, con Maria a destra e Gabriele a sinistra, mentre sotto all'angelo, separata da un raggio di sole, campeggia la figura di santa Caterina d'Alessandria. Altri affreschi ornano l'abside: della più antica serie di apostoli assisi su troni, coeva agli affreschi dell'arco, si intravedono solo alcuni frammenti: il resto è infatti nascosto da un altro ciclo, dipinto intorno al 1440 e attribuibile a Thomas Egnolt, che raffigura di nuovo un'Annunciazione, e sant'Osvaldo con un corvo sotto alla Vergine.
Tra le altre opere conservate in chiesa vi sono le tele della via Crucis tardobarocche, appese in controfacciata, ed altre sculture.